# Il tuo diario/Liquido
Il tuo diario/Liquido è un singolo della cantante italiana Nada pubblicato nel 1984 dalla casa discografica EMI.

## Descrizione
Entrambi i brani fanno parte del 33giri Noi non cresceremo mai.

## Tracce
1. Il tuo diario (Di Varo Venturi)
2. Liquido (Di Gerry Manzoli)